# 松崎克俊
松崎 克俊（まつざき　かつとし、1983年9月2日 - ）は、日本のお笑いタレント、構成作家。太田プロダクション所属。

## 略歴

### コンビ時代
専門学校東京アナウンス学院時代に、吉本純と「やさしい雨」（当初は優しい雨）を結成。主にコントを中心に活動していた。
2020年4月18日、吉本のブログにて同年6月6日にコンビの解散と、同日にコンビ最後の単独ライブ『LAST LOVE LETTER-幸福絶頂版-』の開催を発表した。

### ピン転向後
やさしい雨解散後は、主に構成作家としての活動を強めている。またコンビ時代から出演していたラジオ番組等には引き続き出演をしている。アニメオタク芸人で構成されるアニメトークユニット「二次元妻帯者の夜」に参加。カラタチ主催のエロゲネタライブなど、ピン芸人としてライブに出演する機会もある。

## 人物
身長169 cm、体重85 kg、血液型はA型。髪の毛は長髪でボサボサなのが特徴。
アニメ、漫画、ゲームが趣味。「THE IDOLM@STER」が大好き。また趣味を生かした仕事も行っており、ロバートが司会を務めた番組、「激震！全日本オタクサミット」に出演した。
2013年8月18日「有吉弘行のSUNDAY NIGHT DREAMER」放送内で、「二次元の女性キャラクターは好きだが現実世界の女性には全く興味が無く、現実世界ではどちらかといえば男性が好き」であると自ら告白した。また、同時に相方である吉本にもそのような気が過去にはあったと暴露している。
ラジオ内で発表した恋愛の順序は、二次元の女性 > 二次元の男性 > 三次元の男性 > 三次元の女性。
2015年の放送では好きな男性のタイプに向井理、吉川正洋（ダーリンハニー）の名前を挙げている。ただし、事務所のプロフィールには「2次元の女性しか愛せない」と明記されている。
沢近愛理（スクールランブル）、椰子なごみ（つよきす）、三浦あずさ（THE IDOLM@STER）を二次元嫁としている。

## 出演

### テレビ番組
- 突然ですが占ってもいいですか？（2022年7月25日、フジテレビ）[5]

### ウェブテレビ
- シコテッシュ・ドッシーモ（AT-DX）

## 書籍
- KADOKAWA コミックウォーカー - 連載コラムを担当。
- キャラクターが好きすぎて生きるのが辛い。（太田出版、2012年）